# Liste der Geotope im Landkreis Sächsische Schweiz-Osterzgebirge
Diese Liste enthält die Geotope im Landkreis Sächsische Schweiz-Osterzgebirge.

| Name                                                                               | Bild           | Geotop ID | Gemeinde / Lage | Beschreibung | Schutzstatus |
| ---------------------------------------------------------------------------------- | -------------- | --------- | --- | --- | ------------ |
| Kahleberg in Altenberg (Blockhalden am Kahleberg)                                  | weitere Bilder | 536       | Altenberg 2,3 km südwestlich Altenberg, 600 m südlich der Rehefelder Straße, am Ende des Haldenweges | Osterzgebirge, Erzgebirge Aufschluss, Blockhalden, Felshang Oberer Bereich des varisz. Vulkanites; aufgedrungen auf der "Teplitze-Meißener Eruptivlinie", deckenförmig ausgeflossen; zahlreiche und große Einsprenglinge; zum Teil verkieselt; rotbraun bis fleischfarben; in der Randausbildung grünlich-grau und schiefrig-plattig | NSG          |
| Halden des ehemaligen Steinkohlebergbaus                                           |                | 552       | Altenberg Existenz und genaue Position fraglich | Erzgebirge Geohistorisches Objekt, Halden | NSG          |
| Geisingberg                                                                        |                | 594       | Altenberg Am Osthang des Geisingberges, 1 km nordöstlich Altenberg | Osterzgebirge, Erzgebirge Aufschluss, aufgelassener Steinbruch Tertiärer Vulkanit; überragt Umgebung als stumpfer Kegel; Gestein als liegende, fünf- bis sechseckige Säulen ausgebildet; in Umgebung porphyrische Gesteine und Gneise; reich an Olivin-Einsprenglingen,- knollen und Fremdeinschlüssen | NSG          |
| Altenberger Pinge                                                                  | weitere Bilder | 518       | Altenberg Am Nordostrand von Altenberg | Osterzgebirge, Erzgebirge Geohistorisches Objekt, Pinge Die Altenberger Pinge im Erzgebirge ist 130 m tief; sie ist 1620 durch Einsturz von Bergwerksgruben entstanden, in denen Zinnerz abgebaut wurde; das Erz ist vor 300 Millionen Jahren im Oberkarbon entstanden | NSG          |
| Steinbruch an der Kesselshöhe                                                      |                | 777       | Altenberg, Bärenstein 1 km westlich vom südlichen Ortsausgang Bärenstein | Osterzgebirge, Erzgebirge Aufschluss Mikrosyeno-Mikromonzo-Granit (Granitporphyr, zum Teil vererzt) | ND           |
| Topasgreisen Kipsdorf                                                              |                | 1016      | Altenberg, Kipsdorf, Kurort Vom Bahnhofsvorplatz über Straße und Fluss zum Steilhang; im Bereich Reitsteig - Dunkler Gang - Hofehübel (?) | Osterzgebirge, Erzgebirge Aufschluss, Steilhang Granit von Schellerhau im Kontakt mit Gneishülle | unbekannt    |
| Quarzporphyrfelsen in Bärenfels                                                    |                | 534       | Altenberg, Kurort Bärenfels 200 m südöstlich Bärenfels, unmittelbar nördlich Lindenhof | Osterzgebirge, Erzgebirge Aufschluss | unbekannt    |
| Ehemaliger Steinbruch am Lauensteiner Bahnhof                                      |                | 461       | Altenberg, Lauenstein An der Straße Geising-Lauenstein, ca. 400 m südöstl. vom Bahnhof Lauenstein | Osterzgebirge, Erzgebirge Aufschluss, aufgelassener Steinbruch "Freiberger Gneise" mit granitähnlichem Gefüge; hohe Temperatur bei der Metamorphose bewirkte durchgreifende Gefügeentregelung bis zur Aufschmelzung (Anatexit); verschiedenartige Einschlüsse | unbekannt    |
| Ehemaliger Steinbruch Schellerhau                                                  |                | 520       | Altenberg, Schellerhau | Osterzgebirge, Erzgebirge Aufschluss, aufgelassener Steinbruch Intrusivkörper großer Ausdehnung mit flachen Grenzflächen; hier nicht Abbau von Granit, sondern Granitgrus; zwei Intrusionsphasen, Unterscheidung nur nach Textur: erste Phase porphyrisch, zweite Phase homophan (gleichkörnig) | unbekannt    |
| Zinnseifengebiet Schinderbrücke                                                    |                | 1018      | Altenberg, Schellerhau Südöstlich Ortsausgang Schellerhau | Osterzgebirge, Erzgebirge Aufschluss Ziinerzvorkommen an der Erdoberfläche durch Verwitterung primärer und fluviatiler Anreicherung in den "Seifen" im Quellgebiet der Roten Weißeritz entstanden | unbekannt    |
| Besucherbergwerk "Vereinigt Zwitterfeld zu Zinnwald" ("Silberstollen")             | weitere Bilder | 954       | Altenberg, Zinnwald-Georgenfeld Goetheweg 8 | Osterzgebirge, Erzgebirge Geohistorisches Objekt | unbekannt    |
| Georgenfelder Hochmoor                                                             | weitere Bilder | 778       | Altenberg, Zinnwald-Georgenfeld In Nähe "Cafe Hochmoor"; 4 km südwestlich Altenberg, am Lugsteinweg | Osterzgebirge, Erzgebirge Relief / Landschaft, Hochmoor Untergrund durchgehend Gesteine des Teplitzer Rhyolithes; 2 ursprüngliche Quellmuldenmoore, getrennt durch eine Rhyolitschwelle (bei 880 m NN); intensive oberflächliche Kaolinisierung | NSG          |
| Lugsteine in Zinnwald                                                              | weitere Bilder | 538       | Altenberg, Zinnwald-Georgenfeld 600 m südwestlich Jugendherberge Georgenfeld, am Lugsteinweg | Osterzgebirge, Erzgebirge Aufschluss, Felsenklippen Explosive Magmenförderung Eruptivlinie Meißen-Teplitz; sehr witterungsbeständiges Gestein (Rhyolithhärtling); physikalische Verwitterung im Pleistozän; polyedrische, scharfkantige Blöcke | ND           |
| Turmalingranit von Gottleuba                                                       |                | 501       | Bad Gottleuba-Berggießhübel Kleiner Hanganbruch an der Strasse im Bahratal, Ortsteil Cratza | Osterzgebirge, Elbezone Aufschluss | ND           |
| Magnetitskarn-Halde des Martinschachts                                             |                | 522       | Bad Gottleuba-Berggießhübel | Elbezone Aufschluss, Halde Die Bildung der Eisenerzlager von Berggießhübel ist auf die Kontaktwirkung des Markersbacher Granits zurückzuführen; der Bergbau geht bis auf das 15. Jahrhundert zurück | FND          |
| Steinbruch Gersdorf (Steinbruch Rehn)                                              |                | 1098      | Bad Gottleuba-Berggießhübel, Gersdorf b. Pirna Zwischen Gersdorf und Berggießhübel; 500 m nördlich des Jagdsteines; etwa 100 m bis zur Landstraße von Gersdorf nach Berggießhübel | Osterzgebirge, Elbezone Aufschluss, Steinbruch Westlich von Berggießhübel ragt eine bis 400 m breite und etwa 2 km lange Zunge kretazischer Sedimente aus dem geschlossenen Verbreitungsgebiet heraus; im Bruch feinkörniger, hellgelblicher, zum Teil eisenschüssiger Quarzsandstein | unbekannt    |
| Wasserfall bei Langenhennersdorf                                                   | weitere Bilder | 644       | Bad Gottleuba-Berggießhübel, Langenhennersdorf 500 m nördlich Langenhennersdorf | Sächsische Schweiz, Elbezone Relief / Landschaft | unbekannt    |
| Granit von Markersbach                                                             |                | 502       | Bad Gottleuba-Berggießhübel, Markersbach (Bahratal) Am Bärenleitenweg 500 m südlich Bahra | Osterzgebirge, Elbezone Aufschluss, aufgelassener Steinbruch Mittelkörniger Biotitgranit am Südostrand des Elbtalschiefergebirges; zählt zu den jüngeren Graniten; kontaktmetamorphe Veränderung der paläozoischen Schichten (eisenerzhaltige, vorwiegend zinnhaltige Gesteine); Abbau des Granites für Bauzwecke | FND          |
| Marienhöhle                                                                        | weitere Bilder | 1041      | Bad Schandau Im oberen Teil des Hintergründels, einige Meter unterhalb der Hochfläche der Bärenfangwände; 700 m südlich des Wintersteins (?), 1 km südlich der Zeughausstraße (?) | Sächsische Schweiz, Elbezone Höhle, Schichtfuge Im Nordwestteil der Höhle graugrüne bis rötliche Tonschichten mit Rippelbildungen; in der Höhlenumgebung Wabenverwitterung | NaP          |
| Vordere Schrammsteine                                                              | weitere Bilder | 774       | Bad Schandau 2,2 km östlich Neuschandau | Sächsische Schweiz, Elbezone Aufschluss | NaP          |
| Kuhstall                                                                           | weitere Bilder | 663       | Bad Schandau 500 m südwestlich vom Hausberg. 1 km südlich Lichtenhainer Mühle | Sächsische Schweiz, Elbezone Höhle, Felstunnel | NaP          |
| Großer Winterberg                                                                  | weitere Bilder | 584       | Bad Schandau 500 m südlich vom Roßsteig, 1,7 km nordöstlich Schmilka | Sächsische Schweiz, Elbezone Aufschluss, Sandsteinfelsen | NaP          |
| Eiszeit-Markierungsstein Kirnitzschtal                                             |                | 772       | Bad Schandau In der Ortslage Bad Schandau, vermutlich in der Wieckpromenade | Sächsische Schweiz, Elbezone Geohistorisches Objekt, Eiszeit-Markierungsstein |              |
| Steinbruch Postelwitz (Postelwitzer Brüche)                                        |                | 773       | Bad Schandau Am rechten Elbtalhang, am Ortsausgang von Postelwitz | Sächsische Schweiz, Elbezone Aufschluss Anfang des 17. Jahrhunderts wurde hier die Gewinnung aufgenommen; der Sandstein gehört zu dem Oberquader und wird auch Hauptsandstein genannt | ND           |
| Kleiner Kuhstall an den Bärfangwänden                                              | weitere Bilder | 664       | Bad Schandau 800 m südlich des Wintersteins, südlich der Bärenfangwände | Sächsische Schweiz, Elbezone Höhle, Felstunnel | NaP          |
| Bad Schandauer Hausberg                                                            | weitere Bilder | 601       | Bad Schandau 500 m nordöstlich Kuhstall, 300 m westlich des Kirnitzsch-Flusses | Sächsische Schweiz, Elbezone Aufschluss, Sandsteinsäulen Säulensandstein; dicht unterhalb des Gipfels kleiner auflässiger Steinbruch; kontaktmetamorphe Veränderungen im Sandstein beim Aufdringen hochtemperierter Basaltschmelzen; Sandstein wurde gefrittet | NP           |
| Bärenfangwände                                                                     |                | 1040      | Bad Schandau 600 m südlich vom Winterstein, 800 m südlich der Zeughausstraße | Sächsische Schweiz, Elbezone Relief / Landschaft | NaP          |
| Roßsteig (Zeughausgang)                                                            |                | 592       | Bad Schandau, Schmilka Unmittelbar westlich Goldsteinaussicht, nördlich des Großen Winterberges | Sächsische Schweiz, Elbezone Aufschluss, Felsenganganschnitt Melilithführende Ergußgesteine (basische Alkalischmelzen) aus dem oberen Erdmantel; hauynführender Olivin-Melilthit; nur am Roßsteig im unverwittertem Zustand; Gang parallel zum Erzgebirgstiefbruch (Ohre-Rift); seitlich begrenzt von zwei Haupttiefenbrüchen | ND           |
| Steinbruch Friese                                                                  |                | 1181      | Bahretal, Borna b. Pirna An der Verbindungsstraße Pirna-Zehista-Liebstad; Abzweig Borna-Gersdorf, 400 m nördlich der Ortsmitte von Borna-Gersdorf | Osterzgebirge, Elbezone Aufschluss, Steinbruch Das Bornaer Kalkvorkommen erstreckt sich über eine Gesamtlänge von ca. 600 m mit einer mittleren Mächtigkeit von 15- 20 m; ein Lamprophyrgang streicht von der südöstlichen nach der nordöstlichen Steinbruchwand | unbekannt    |
| Purpurberg                                                                         |                | 1021      | Bahretal, Friedrichswalde 800 südlich Niederseidewitz, 1,5 km nördlich Friedrichwalde | Mulde-Lößhügelland, Elbezone Aufschluss, auflässiger Steinbruch Quarzit zur Weesensteiner Grauwacke gestellt/Ordovizium; Submariner Fächer | unbekannt    |
| Quarzitkliff der Hallsteinklippen                                                  |                | 453       | Bahretal, Friedrichswalde 1,2 km nördlich Friedrichswalde, 500 m westlich vom Kirchenholz | Mulde-Lößhügelland, Elbezone Aufschluss, Felsenklippen | unbekannt    |
| Sandsteinbruch Karrasch                                                            |                |           | Bannewitz Am südöstlichen Hang des Horkenbergs neben der Mittelschule Bannewitz; vom Vorplatz der Schule führt in westlicher Richtung ein Weg hinein; am Westende des langgestreckten Bruchs gibt es einen zweiten Zugang über einen Fußpfad, der am Ende der Straße Neues Leben beginnt | Aufschluss Insbesondere die Westwand des Bruches zeigt die Kreideschichtenfolge noch sehr eindrucksvoll; im unteren Teil ist der Unterquader aufgeschlossen, ein massiger, fein- bis mittelkörniger Sandstein von etwa drei bis fünf Metern Höhe, darüber folgen im Hangenden, nach einem Geländeabsatz, die Pennricher Schichten, diese sind plattig und brüchig | unbekannt    |
| Ehemaliger Steinbruch Goldene Höhe                                                 |                | 566       | Bannewitz Am Ortsende von Bannewitz, in östlicher Richtung ca. 100 m bergan | Mulde-Lößhügelland, Elbezone Aufschluss, aufgelassener Steinbruch An Ostwand gut erschlossenes Profil der cenoman-turonen Übergangszone; auf dem rotliegenden Untergrund lagert Quadersandstein des Oberhäslicher Schiefers mit "Muschelbank", darüber tonige Sande und Sandsteine des Dölzsch. Schiefers (fossilreich), hier Werksteinbank; Pläne |              |
| Steinbruch Menzer                                                                  |                | 1042      | Dippoldiswalde 1 km nördlich Dippoldiswalde, 300 m nordwestlich vom Heidelager | Osterzgebirge, Erzgebirge Aufschluss, auflässiger Steinbruch |              |
| Ehemaliger Steinbruch an der B170                                                  |                | 532       | Dippoldiswalde An der B 170, am rechten Steilufer der Roten Weißeritz südlich der Lohmühle | Osterzgebirge, Erzgebirge Aufschluss, aufgelassener Steinbruch |              |
| Sandsteinbruch Dippoldishöhe bei Oberhäslich                                       |                | 1043      | Dippoldiswalde, Oberhäslich 300–400 m westlich vom Heidehof | Osterzgebirge, Erzgebirge Aufschluss, auflässiger Steinbruch | unbekannt    |
| Schmidt'scher Steinbruch am Heidelager                                             |                | 767       | Dippoldiswalde, Oberhäslich 600 m nördlich Dippoldiswalde, 1,9 km westlich Oberhäslich; am Westrand des Heidelagers | Osterzgebirge, Elbezone Aufschluss |              |
| Pinge Sadisdorf (Sadisdorfer Pinge, Kupfergrube Sadisdorf, Zinnerzgrube Sadisdorf) | weitere Bilder | 517       | Dippoldiswalde, Sadisdorf 1,9 km südlich Sadisdorf, 1,3 km westlich vom südlichen Ortsbereich Hennersdorf | Osterzgebirge, Erzgebirge Geohistorisches Objekt, Pinge Granit mit Vergreisungszonen, variszische Mineralisation |              |
| Halden bei Schönfeld                                                               |                | 525       | Dippoldiswalde, Schmiedeberg 500 m östlich Schönfeld. | Osterzgebirge, Erzgebirge Geohistorisches Objekt, Halden | unbekannt    |
| Zinnerzklüfte von Niederpöbel                                                      |                | 521       | Dippoldiswalde, Schmiedeberg Östlich Niederpöbel | Osterzgebirge, Erzgebirge Aufschluss | unbekannt    |
| Sandsteinbruch Neundorf (Steinbruch Fleck & Illmert (Neundorf))                    |                | 1044      | Dohma, Cotta 500 m südlich von Pirna - Neundorf, 500 m nordöstlich der Straßengabelung Groß-Cotta und Klein-Cotta | Sächsische Schweiz, Elbezone Aufschluss, Steinbruch 31 m Mächtigkeit erschlossen, Abbau auf "Starke Bildhauerbank" und "Kleine Bildhauerbank" | unbekannt    |
| Cottaer Spitzberg                                                                  | weitere Bilder | 588       | Dohma, Cotta 2 km nördlich Kurort Berggiesshübel, südwestlich Cotta | Sächsische Schweiz, Elbezone Relief / Landschaft, Felsenklippe | unbekannt    |
| Steinbruch Patzig (Steinbruch Lohmgrund II)                                        |                | 1102      | Dohma, Cotta Am Osthang des Lohmgrundes, gegenüber dem Eisenbahntunnel; etwa 1 km von der Straße Pirna-Zehista-Gottleuba entfernt, unweit des Bahnhofs Groß-Cotta. 600 m nördlich Großcotta                                                                                              | Mulde-Lößhügelland, Elbezone Aufschluss, Steinbruch Der Sandstein ist ein feinkörniges hellgelbliches Gestein mit tonigem Bindemittel | unbekannt    |
| Bildhauersandstein von Cotta (Steinbruch Sperling)                                 |                | 573       | Dohma, Cotta 1 km nordwestlich von Großcotta; über einen 3,5 km langen Zufahrtsweg von der Straße Pirna-Zehista-Gottleuba erreichbar | Sächsische Schweiz, Elbezone Aufschluss, Steinbruch Gelblich bis gräulich weißer, gleichmäßiger, feinkörniger Sandstein; geringe Verbandsfestigkeit und Wetterbeständigkeit; Bindemittel tonig-kieselig; Abbau in Bänken von ca. 0,5 - 2 m Dicke; 21 m nutzbares Gestein; Einfallen der Schichten 2 - 3 ° | ND           |
| Lohmgrund (Steinbruch Fleck & Illmert)                                             |                | 1106      | Dohma, Cotta An der Straße Gottleuba-Zehista-Pirna, etwa 600 m nordöstlich des Abzweiges nach Groß-Cotta. 700 m nördlich Großcotta | Mulde-Lößhügelland, Elbezone Aufschluss, Steinbruch Der Sandstein gehört zum Mittelquader (Labiatusquader) der Stufe Turon; es ist ein meist gelbliches, zum Teil ins rötliche übergehendes, feinkörniges Gestein mit tonigem Bindemittel, welches als Bildhauerstein gut geeignet ist | FND          |
| Steinbruch Funke (Steinbruch Lohmgrund I)                                          |                | 1103      | Dohma, Goes Nördlich des Eisenbahntunnels, am Westhang des Lohmgrundes, etwa 300 m westlich der Straße Gottleuba-Zehista-Pirna, Abzweig Schindergrabenweg; 1,2 km nördlich Großcotta | Sächsische Schweiz, Elbezone Aufschluss, Steinbruch Nördlich des Cottaer Spitzberges ist der Labiatussandstein feinkörnig ausgebildet; die Ablagerungen gehören zum Mittelquader der Stufe Turon | unbekannt    |
| Strudellöcher im Gottleubatal                                                      |                | 656       | Dohma, Zwiesel Von Zwiesel (Parkplatz Zwieselmühle) das Gottleubatal in Richtung Langenhennersdorf entlang, kurz bevor die Bahra mit der Gottleuba zusammenfließt | Sächsische Schweiz, Elbezone Relief / Landschaft, Strudelloch Entstanden im Fluß Gottleuba an den Biegungen des Flußlaufes; durch strudelnde Bewegung des Wassers; Herumwirbeln von "Mahlsteinen" schafft Auskolkungen; in dieser Gegend sind sogar die tieferliegenden Schichten des Markersbacher Granites angeschnitten | ND           |
| Ehemaliger Steinbruch Kahlebusch (Kahlbusch)                                       |                | 571       | Dohna Im Süden von Dohna, im Bereich des Amselstücks | Mulde-Lößhügelland, Elbezone Aufschluss, aufgelassener Steinbruch Eine Insel wurde im Zuge der Transgression vom Kreidemeer geflutet und Brandungskessel eingetieft; die Konglomerattaschen enthalten gut gerundete Rhyolithgerölle in einer sandig-mergeligen Matrix | FND          |
| Steinbruch am Blauberg bei Kreischa                                                |                | 1024      | Dohna, Kreischa b. Dresden 300 m nördlich Gombsen, nordwestlich vom Langen Berg | Mulde-Lößhügelland, Elbezone Aufschluss, Steinbruch Innere Kontaktzone des Syenits; Ausgangsgesteine: unterkarbonische Tonschiefer und Kieselschiefer-Hornstein-Konglomerate | unbekannt    |
| Karsdorfer Störung                                                                 |                | 1005      | Freital 500 m nordöstlich Haltepunkt Hainsberg-West | Mulde-Lößhügelland, Elbezone Relief / Landschaft, Talweitung Talweitung der Weißeritz an der Grenze vom Erzgebirge ins Döhlener Becken, Seitental entlang der Störung |              |
| Steinbruch am Eichberg in Potschappel (Potschappel von Freital)                    |                | 546       | Freital Am Eichberg (?); westlich vom Bahnhof Potschappel (?) | Mulde-Lößhügelland, Elbezone Aufschluss, Steinbruch und Felsklippen | unbekannt    |
| Fanglomerat am Backofenfelsen                                                      | weitere Bilder | 549       | Freital 750 m südwestlich Bahnhof Hainsberg | Mulde-Lößhügelland, Elbezone Aufschluss, Felsen Größter Übertageaufschluß in der Döhlener Rotliegend-Senke an der Straße nach Tharandt; steile Felswand mit mächtigen Konglomeraten und bankförmigen, buntgestreiften Arkosesandsteinen und Schiefertonen; letztere wittern leicht aus und bilden Schichthöhlen | ND           |
| Tagesstrecke Oberes Revier Burgk                                                   | weitere Bilder |           | Freital Im Schlossgarten | Geohistorisches Objekt, Stollengang Von 1993 bis 1996 wurde durch ehemalige Bergleute weitgehend ehrenamtlich eine verbrochene, historische Tagesstrecke, welche im 19. Jahrhundert zum Einfahren der Bergarbeiter bis zu den tief unter dem Windberg gelegenen Kohleabbauörtern gedient hatte, auf 120 Metern Länge wieder aufgewältigt; über die Tagesstrecke fuhren die Bergleute einst in den Segen-Gottes- und den Neue-Hoffnung-Schacht am Windberg ein | ND           |
| Gneis der Teufelskanzel                                                            | weitere Bilder |           | Freital In der Somsdorfer Klamm zwischen Rabenauer Grund und Somsdorf, etwa 100 Meter westlich der Roten Weißeritz | Relief / Landschaft, Einzelfelsen Große Teile des Rabenauer Grundes bestehen aus variszisch zu Ortho-Gneis metamorph überprägten Granodioriten (cadomisch bis spätcadomische Granitoide); die Edukte werden ins Neoproterozoikum gestellt und rezent als Biotit-Zweifeldspatgneise bezeichnet und sind mittel- bis grobkörnig sowie wechselnd intensiv deformiert; die Edukte der Orthogneise weisen ein Zirkonalter von 540 Mio. Jahren auf; durch eine eng stehende senkrechte Klüftung ist der Gneis physikalisch stark verwittert | ND           |
| Cenomane Sandsteine von Hausdorf (ehemals "Naakes Bruch")                          |                | 565       | Glashütte, Hausdorf b. Dippoldiswalde 1,1 km westlich Niederschlottwitz | Osterzgebirge, Erzgebirge Aufschluss, Sandsteinfelsen, Steinbruch |              |
| Wilisch                                                                            | weitere Bilder | 590       | Glashütte, Hirschbach 1 km östlich Hermsdorf, 1,5 km nördlich Hirschbach | Osterzgebirge, Erzgebirge Aufschluss | unbekannt    |
| Luchenberg (Luchberg)                                                              |                | 593       | Glashütte, Luchau 500 m westlich Luchau | Osterzgebirge, Erzgebirge Aufschluss | NSG          |
| Ehemaliger Steinbruch von Niederfrauendorf                                         |                | 533       | Glashütte, Niederfrauendorf 150 m östlich Niederfrauendorf | Osterzgebirge, Erzgebirge Aufschluss, aufgelassener Steinbruch | unbekannt    |
| Achatvorkommen Oberschlottwitz                                                     |                | 1046      | Glashütte, Schlottwitz An der Eisenbahnbrücke über die Müglitz am südlichen Ortsausgang Oberschlottwitz, im Bereich Klein Tirol | Osterzgebirge, Erzgebirge Geohistorisches Objekt, Gang Gang absetzig, zum Teil mehrere Meter mächtig; genetisch der Roteisen-Barytformation zugeordnet; Quarz kommt in mehreren Varietäten vor; untergeordnete Gemengteile: Baryt und Roteisenstein | unbekannt    |
| Ehemaliger Steinbruch im Schlottwitzgrund                                          |                | 535       | Glashütte, Schlottwitz 1,2 km westlich Schlottwitz, südlich vom Schlottwitzgrundbach | Osterzgebirge, Erzgebirge Aufschluss, aufgelassener Steinbruch | unbekannt    |
| Bahneinschnitt Schlottwitz                                                         |                | 776       | Glashütte, Schlottwitz 1,1 km südlich der Neumannmühle: Oberschlottwitz, an der Bahnlinie | Osterzgebirge, Erzgebirge Aufschluss Postvariszische Mineralisation | ND           |
| Ehemaliger Steinbruch "Buschmühle"                                                 |                | 537       | Glashütte, Schmiedeberg Am südlichen Ortsausgan von Schmiedeberg, an der Buschmühle nördlich der Einmündung der von Falkenhain kommenden Straße auf die B 170 | Osterzgebirge, Erzgebirge Aufschluss, aufgelassener Steinbruch |              |
| Gohrisch                                                                           | weitere Bilder | 602       | Gohrisch Unmittelbar südlich Kurort Gohrisch | Sächsische Schweiz, Elbezone Aufschluss, Sandsteinsäulen Säulensandstein; dicht unterhalb des Gipfels kleiner auflässiger Steinbruch; kontaktmetamorphe Veränderungen im Sandstein beim Aufdringen hochtemperierter Basaltschmelzen; Sandstein wurde gefrittet | unbekannt    |
| Steinbruch Walter (Walterbruch Hermsdorf)                                          |                | 184       | Hermsdorf/Erzgeb. Vom nordwestlichen Ortseingang von Hermsdorf etwa 800 m in südöstlicher Richtung; 250 m rechts der Ortsstraße; . 500 m von der Hauptstraße Frauenstein-Rehefeld | Osterzgebirge, Erzgebirge Aufschluss, Steinbruch Das Quarzporphyrgestein zeigt eine lagenförmige Schichtung; die Schichten streichen etwa Nordost und fallen nach Südosten bankähnlich ein | FND          |
| Kalkbruch Hermsdorf                                                                |                | 470       | Hermsdorf/Erzgeb. 1,2 km westlich vom südlichen Ortsausgang Hermsdorf | Osterzgebirge, Erzgebirge Aufschluss, Steinbruch Phyllit und Kalk | FND          |
| Sandsteine im Polenztal                                                            |                | 581       | Hohnstein 500 m westlich Hohnstein; von der Hocksteinschänke führt die Wartenbergstraße direkt ins Polenztal; jenseits des Polenztales steigt die Mühlbergstraße nach Hohnstein hinauf                                                                                                   | Sächsische Schweiz, Elbezone Aufschluss, Sandsteinfelsen Senkrecht stehende Felswände (Steilhang, Klippen, Wände) im tief eingeschnittenen Polenztal; Aufschluss der Coniac-Sandsteine im Steinbruch Diebskeller südlich von Hohnstein; an der Wartenbergstraße einmalig freigelegt | NSG          |
| Lausitzer Störung an der Wartenbergstraße (Lausitzer Überschiebung am Hockstein)   |                | 587       | Hohnstein Vom Hutberg nordwestlich von Hohburkersdorf in südöstlicher Richtung über das Nordende von Rathewalde nach der Wartenbergstraße (bei Kilometer 8,25 durch Straßenbau aufgeschlossen), weiter durchs Polenztal nach der Waitzdorfer Höhe                                        | Sächsische Schweiz, Elbezone Aufschluss Älterer Granodiorit des Lausitzer Massivs liegt über den jüngeren Kreidesedimenten der Elbtalzone; ab der Oberkreide hob sich die Lausitz und kam es zur Überschiebung der Kreideschichten | NSG          |
| Gautzschgrotte (Gautschgrotte)                                                     |                | 658       | Hohnstein 500 m westlich Hohnstein (vom südlichen Ortseingang) | Sächsische Schweiz, Elbezone Höhle, Grotte | NSG          |
| Teichs Steinbruch am Laubborn (Teichs Bruch in den Huten bei Rathewalde)           |                | 771       | Hohnstein, Rathewalde Am Laubborn in den Huten. 1,5 km nordwestlich Rathewalde, 500 m nördlich der Verbindungstraße Lohmen-Rathewalde | Sächsische Schweiz, Elbezone Aufschluss, Steinbruch | ND           |
| Stolpener Stockgranit                                                              |                | 1038      | Hohnstein, Stolpen An der Straße zwischen Bockmühle und Cunnersdorf, am Unterlauf der Dorfbocke | Lausitz-Riesengebirgsscholle Aufschluss Steinbruch; Stolpener Stockgranit durchsetzt hier den Zweiglimmergranodiorit; mittel- bis grobkörnig, hellrosa gefärbt, grau und milchweiß gesprenkelt; Hauptgemengteile sind Quarz, Plagioklas u. Orthoklas; hohe Kluftdichte | unbekannt    |
| Hocksteinaussicht                                                                  | weitere Bilder | 1036      | Hohnstein, Zeschnig-Hohburkersdorf 400 m westlich Hohnstein, 1,5 km östlich Rathewalde | Sächsische Schweiz, Elbezone Relief / Landschaft | unbekannt    |
| Ehemaliges Kalkwerk Zeschnig                                                       |                | 572       | Hohnstein, Zeschnig-Hohburkersdorf 1 km östlich Rathewalde; 900 m westlich Hohnstein | Sächsische Schweiz, Elbezone Aufschluss, aufgelassenes Kalkwerk | ND           |
| Straßenanschnitt in Herzogswalde                                                   |                | 1002      | Klingenberg, Herzogswalde An der B 173 | Mulde-Lößhügelland, Elbezone Aufschluss, Straßenanschitt (Felsen) | unbekannt    |
| Aurora Erbstolln                                                                   |                | 1045      | Klingenberg Am Osthang des Bremenberges | Osterzgebirge, Erzgebirge Geohistorisches Objekt, Stollen Barytgang im Gneis, Paragenese: kiesig-blendige Bleierzformation (Edle Quarzformation der Randgebiete des Freiberger Silbererzreviers) oder fluorbarytische Bleierzformation | unbekannt    |
| Steinbruch Schräger (Steinbruch Königstein III)                                    |                | 1077      | Königstein/Sächs. Schw., Königstein/Sächs.Schw. Am rechten Elbufer, 1 km nordwestlich des Liliensteins, zwischen Königstein-Halbestadt und Rathen, unmittelbar gegenüber Königstein-Strand. 700 m südlich Weißig                                                                         | Sächsische Schweiz, Elbezone Aufschluss, Steinbruch Der Sandstein enthält gelegentlich Kohleeinschlüsse und einzelne Fossillöcher; es ist ein mittelsandiger Feinsandstein | LSG          |
| Stadt-Bruch Königstein (Steinbruch Königstein II)                                  |                | 1076      | Königstein/Sächs. Schw., Königstein/Sächs.Schw. Am linken Elbufer, etwa 1,5 km in Richtung nordwestlich von Königstein entfernt, unmittelbar an der Fernverkehrsstraße Königstein-Bad Schandau, rechtsseitig, zwischen dem Personen- und Güterbahnhof                                    | Sächsische Schweiz, Elbezone Aufschluss, Steinbruch Der Sandstein ist fein- bis mittelkörnig, hellgrau, zum Teil von hellbraunen Flecken und Streifen durchzogen | LSG          |
| Schichtfugenhöhle Diebskeller                                                      | weitere Bilder | 660       | Königstein/Sächs. Schw., Königstein/Sächs.Schw. 500 m südlich Königstein | Sächsische Schweiz, Elbezone Höhle, Schichtfugenhöhle | LSG          |
| Labyrinth                                                                          | weitere Bilder | 666       | Königstein/Sächs. Schw., Langenhennersdorf 900 m nordöstlich vom östlichen Ortausgang Langenhennersdorf | Sächsische Schweiz, Elbezone Höhle, Klüfte u. Einsturzhöhlen | unbekannt    |
| Barbarine am Pfaffenstein                                                          | weitere Bilder | 940       | Königstein/Sächs. Schw., Pfaffendorf b. Pirna 1,8 km nordwestlich des westlichen Ortsausgangs von Cunnersdorf, im Bereich Am Goldgraben direkt zu Barbarine bzw. Pfaffenstein | Sächsische Schweiz, Elbezone Relief / Landschaft, Einzelfelsen Früher "Steinerne Jungfrau" genannt; vom Pfaffenstein losgelöster Felsturm; im unteren Teil Sandsteine der Oberturoner Schrammstein-Schichten; obere Teile entsprechen den Rathewalder Schichten (Coniac) | ND           |
| Ehemaliger Steinbruch Obere Kirchleithe (Staatlicher Bruch Königstein I)           |                | 576       | Königstein/Sächs. Schw., Prossen Hinter der Jugendherberge an der Oberen Kirchleite; am rechten Elbufer, südlich des Liliensteines; erreichbar über einen kurzen Fahrweg, der nahe der Jugendherberge von der Straße Prossen-Königstein-Halbestadt abzweigt                              | Sächsische Schweiz, Elbezone Aufschluss, Steinbruch Größtes Steinbruchgebiet der Sächischen. Schweiz; dickbankige, unterturone Sandsteine, darüber mittelturone Sandsteine der Postelwitzer Schichten mit vorwiegend kieseligem Bindemittel; Abbau von Baumaterial für kulturhistorische Bauwerke seit 1533 | ND           |
| Kleiner Wilisch                                                                    |                | 1194      | Kreischa, Lungkwitz 1,7 km südwestlich von Lungkwitz, 1,2 km nordöstlich Hirschbach | Osterzgebirge, Elbezone Aufschluss, Steinbruch Die Grundmasse des Gesteins besteht aus Augit, Magnetit und akzessorisch Apatit; aus der Grundmasse treten über 2 mm große Olivine und weniger häufig auch Augite einsprenglingsartig hervor; lokal sind Fremdeinschlüsse, meist Gneisfragmente, sehr häufig | LSG          |
| Steinbruch Burgberg (Roter Bruch)                                                  |                | 463       | Kreischa, Lungkwitz 700 m südlich Lungkwitz; am Burgberg | Osterzgebirge, Erzgebirge Aufschluss, Steinbruch | unbekannt    |
| Basteigebiet                                                                       | weitere Bilder | 583       | Kurort Rathen, Lohmen 900 m westlich Niederrathen; umfasst die Gemeinden Lohmen, Hohnstein, Rathen, Stadt Wehlen. | Sächsische Schweiz, Elbezone Aufschluss, Sandsteinfelsen Dieses Felsmassiv ist eines der bekanntesten Geotope (geologisches Naturdenkmal) Sachsens; von der 305 m hohen Bastei hat man einen beeindruckenden Blick in das Elbtal und das umgebende Elbsandsteingebirge | NSG          |
| Weiße Brüche                                                                       |                | 770       | Kurort Rathen, Stadt Wehlen Am rechten Elbufer. 1,5 km westlich Niederrathen, 1,3 km nordöstlich Pötzscha | Sächsische Schweiz, Elbezone Aufschluss | NSG          |
| Hornstein-Tonschiefer im Seidewitztal                                              |                | 484       | Liebstadt, Großröhrsdorf Aufschluss an der linken Flanke des Seidewitztales, direkt an der Talstraße gegenüber dem Geiersberg | Mulde-Lößhügelland, Elbezone Aufschluss Hornsteinserie (Silizit mit Tonschieferzwischenlagen) | FND          |
| Alte Poste - Herrenleite (Steinbruch Hausteinwerk Colditz)                         |                | 1095      | Lohmen, Doberzeit Östlich der Ortslage Mockethal auf der Nordostseite des Mockethaler Grundes, südwestlich Doberzeit, 800 m südlich Lohmen | Sächsische Schweiz, Elbezone Aufschluss, Steinbruch Im Steinbruch der Fa. Paul Colditz wurde ein grobkörniger Sandstein abgebaut; das kieselige Bindemittel gewährleistet eine hohe Härte des Gesteins |              |
| Steinbruch Mühlleite (Steinbruch Karsch)                                           | weitere Bilder | 1035      | Lohmen Nördlich der Ortslage Lohmen; am Talhang der Wesenitz; etwa 400 m oberhalb der Hintermühle | Sächsische Schweiz, Elbezone Aufschluss, Steinbruch Der Steinbruch schließt den oberen Quadersandstein, den Hauptsandstein, auf; im anstehenden Gestein unterscheiden sich drei Schichten: Schleiferbank - Eisenhaltige Bank - Bildhauerbank | unbekannt    |
| Strudellöcher der Otto-Beyer-Schlucht                                              |                | 654       | Lohmen Von der Wehlstraße aus 400 m in Richtung Wehlen (rechts) bis zu der Stelle, wo der Weg zum Steinernen Tisch abzweigt; von hier führt ein kurzer Pfad in den Tümpelgrund (westlich der Bastei); 400 m nördlich Lohmen                                                              | Sächsische Schweiz, Elbezone Relief / Landschaft, Strudellöcher Im Tümpelgrund eine 1m breite und 8 m hohe Klamm; am Eingang Kiesgerölle aus elsterkaltzeitl Schmelzwässern; an der rechten Klammwand 7 Strudeltöpfe als Auskolkungen der Schmelzwässer; entdeckt von Dr. Otto Beyer; der interessanteste "Stille Grund" im Elbtal | NSG          |
| Steinbruch Herrenleite                                                             |                | 1099      | Lohmen Am Nordhang der Alten Poste, etwa 300 m westlich des Fahrweges nach Lohmen | Sächsische Schweiz, Elbezone Aufschluss, Steinbruch Der Sandstein ist grobkörnig, von licht gelbgrauer Farbe; unter den Feinkieskörnchen finden sich graue, bläuliche und rosa Quarze; vereinzelt sind größere Poren verstreut; die Bankmächtigkeit liegt zwischen 2 und 10 m | unbekannt    |
| Vehmhöhle                                                                          | weitere Bilder | 657       | Lohmen Am rechten Elbufer 1 km nordwestlich von Niederrathen, etwa westlich der Bastei | Sächsische Schweiz, Elbezone Höhle, Klufthöhle | NSG          |
| Felsentor im Unterwalder Grund                                                     | weitere Bilder | 659       | Lohmen 200 m südöstlich Uttewalde | Sächsische Schweiz, Elbezone Relief / Landschaft, Felsentor | NSG          |
| Steinbruch Reiche                                                                  |                | 1056      | Lohmen, Stadt Wehlen 900 m südlich Löhmen, östlich des Fahrweges nach Lohmen, nordwestlich von Wehlen | Sächsische Schweiz, Elbezone Aufschluss, Steinbruch Der Sandstein ist fein- bis mittelkörnig, vereinzelt mit konglomeratischen Schlieren; auch 5 mm große Quarze sind zu beobachten |              |
| Granodioritsteinbruch Spargrund bei Dohna                                          |                | 1019      | Müglitztal, Dohma | Mulde-Lößhügelland, Elbezone Aufschluss Granodiorit grenzt im Südwesten mit Intensivkontakt an Grauwackenformation, im Nordosten mit tektonischem Kontakt an Westlausitzer Granodiorit | unbekannt    |
| Köttewitzer Wehr (Grauwacke der Weesensteiner Serie)                               |                | 454       | Müglitztal, Falkenhain b. Pirna 700 m östlich Ortsteil Ploschwitz; am Talhang gegenüber dem Köttewitzer Wehr im Müglitztal | Mulde-Lößhügelland, Elbezone Aufschluss, Hanganschnitt Kontaktmetamorphose zwischen der Weesensteiner Grauwacke und dem Dohnaer Granodiorit; Umwandlung der Grauwacke in Hornfels; Granodiorit durch tektonische Bewegungen als zermahlene Gesteinskörner in den Hornfels eingedrungen | ND           |
| Marmorbruch Maxen                                                                  |                | 1023      | Müglitztal, Maxen Unmittelbar nordöstlich Maxen, 600 m südwestlich Schmorsdorfer Linden | Mulde-Lößhügelland, Elbezone Aufschluss, ehemaliger Tagebau | unbekannt    |
| Kieselschiefer-Hornstein-Konglomerat Kanitzberg                                    |                | 486       | Müglitztal 500 m südlich Burkhardswalde | Mulde-Lößhügelland, Elbezone, Elbtalschiefergebirge Aufschluss Das Kieselschiefer-Hornstein-Konglometrat gehört zu einer 200 bis 400 m mächtigen Folge von Konglomeratbänken, Grauwacken und Tonschiefern im altpaläozoischen Profil (Profiltyp II) des Maxen-Berggießhübeler Synklinoriums | FND          |
| Felsklippen an der Eisenbahnbrücke Weesenstein                                     |                | 1020      | Müglitztal, Weesenstein Müglitztal, 800 m südwestlich Falkenhain | Mulde-Lößhügelland, Elbezone Aufschluss, Felsklippe 6 Lithotypen | unbekannt    |
| Steinbruch Hohwald                                                                 |                | 1161      | Neustadt in Sachsen, Hohwald 100 m von der Verbindungsstraße Steinigtwolmsdorf-Neustadt entfernt; im Hohwald etwa 500 m nordwestlich des Waldhauses | Lausitz-Riesengebirgsscholle Aufschluss, Steinbruch Steinbruch mit Lamprophyrgang im Lausitzer Granodiorit; fein- bis mittelkörnig, schwarz und dunkelgrau gesprenkelt, zum Teil schwarz schlierig; unregelmäßig-polyedrisch abgesondert; gute quaderartige Teilbarkeit; zum Teil kugelige Verwitterung (Findlinge) | unbekannt    |
| Steinbruch Berthelsdorf (Steinbruch Heinrich & Hutsch)                             | weitere Bilder | 1096      | Neustadt in Sachsen, Hohwald 3 km nordnordöstlich von Neustadt, östlich Berthelsdorf | Oberlausitzer Bergland, Lausitz-Riesengebirgsscholle Aufschluss, Steinbruch Steinbruch mit anstehendem Biotitgranodiorit; weißgrau bis bläulichgrau; Wollsackverwitterung in Oberflächennähe; Absonderung unregelmäßig, gute quaderartige Teilbarkeit; im Norden drei sich kreuzende Gänge (zwei Lamprophyrgänge und ein Quarzgang) | unbekannt    |
| Steinbruch Grenzland                                                               |                | 1160      | Neustadt in Sachsen, Hohwald Im Hohwald, nördlich des Nestelberges, etwa 500 m von der Verbindungsstraße Steinigtwolmsdorf-Neustadt entfernt | Oberlausitzer Bergland, Lausitz-Riesengebirgsscholle Aufschluss, Steinbruch Steinbruch mit anstehendem dunklen Lamprophyr; mittelkörnig und dunkelblaugrau; gleichmäßige Korngröße; Absonderung in unregelmäßig-polyedrischen und großen Blöcken; im Randbereich und im oberen Teil auch kugelig abgesondert | unbekannt    |
| Lamprophyrsteinbruch Langburkersdorf (Steinbruch am Weberweg, FA 64 Hohwald)       |                | 515       | Neustadt in Sachsen, Hohwald | Elbezone Aufschluss, Steinbruch | unbekannt    |
| Goldberg                                                                           |                | 186       | Neustadt in Sachsen, Hohwald 2 km südwestlich vom südlichen Ortsausgang Neukirch im Hohwald | Oberlausitzer Bergland, Lausitz-Riesengebirgsscholle Aufschluss Flachgewölbte Bergkuppe aus Lausitzer Zweiglimmergranodiorit am Ostrand des Hohwaldes; am Nordhang Vorkommen von stengeligem, gelblichem Quarz als Ganggestein im Granodiorit; drusige Hohlräume mit Schwefelkies; Bergbauversuche wegen Silberfunden | FND          |
| Blockmeer am Angstberg                                                             |                | 642       | Neustadt in Sachsen, Langburkersdorf 1,8 km nordwestlich Heilstätte Hohwald, westlich des Schmidtweges | Oberlausitzer Bergland, Elbezone Relief / Landschaft, Blockschutthalden Blockschuttmasse des Lausitzer Granodiorites an der Westseite des Angstberges bis an den Schmidtweg; entstanden durch Wechselwirkung zwischen Frostverwitterung und Bodenfließen; Abspalten von Blöcken und Scherben und langsames, stetes Abgleiten hangabwärts | unbekannt    |
| Steinbruch am Schurzberg (Steinbruch Martschink & Schwindt)                        |                | 1089      | Neustadt in Sachsen, Oberottendorf 600 m nordöstlich Oberottendorf | Westlausitzer Hügel- und Bergland, Lausitz-Riesengebirgsscholle Aufschluss, Steinbruch 25 - 30 m mächtiger Lamprophyrgang; klein- bis mitteikörnig, von mehreren, bis 3 m mächtigen dunklen Zonen durchzogen; in oberen Lagen Blöcke bis 5 m³ im Grus; nach der Tiefe frisches Gestein mit guter Teilbarkeit | unbekannt    |
| Fichtenberg                                                                        |                | 1081      | Neustadt in Sachsen, Oberottendorf Ca. 1,7 km nordöstlich Oberottendorf, an der Bahnlinie Neukirch-Neustadt, am Nordosthang des Fichtenberges | Oberlausitzer Bergland, Lausitz-Riesengebirgsscholle Aufschluss, Steinbruch Steinbruch in einem mächtigen Lamprophyrgang, 120 m lang und 50 m breit; mittelkörniges Gestein von dunkler Farbe, schwarz gesprenkelt; Absonderung in sehr großen Blöcken; Verarbeitung zu Schotter und Splitt und als Werkstein | unbekannt    |
| Steinbruch Liebethal                                                               |                | 1101      | Pirna, Liebethal Am Südhang des Liebethaler Grundes, südwestlich von Liebethal | Sächsische Schweiz, Elbezone Aufschluss, Steinbruch In den steilen Wänden steht der Sandstein des Mittelquaders der Turonstufe an; stellenweise ist er konglomeratisch mit bis zu walnußgroßen weißen oder rötlichen Quarzgeröllen | unbekannt    |
| Steinbruch Mockethal (Steinbruch Künzelmann (Bruch II))                            |                | 1097      | Pirna, Mockethal 800 m nordöstlich Mockethal an der Kießlicher Straße, südlich Alte Poste | Sächsische Schweiz, Elbezone Aufschluss, Steinbruch Die Sandsteine des Gebietes zeigen Unterschiede in der Korngröße, aie nimmt von der Alten Poste zur Herrenleite (vom Bruch I zum Bruch II) hin ab | unbekannt    |
| Ehemaliger Steinbruch Pirna-Mockethal                                              |                | 577       | Pirna, Mockethal Südlich Alte Poste | Sächsische Schweiz, Elbezone Aufschluss, aufgelassener Steinbruch Der Postaer Sandstein ist durch das kieselige Bindemittel und den geringen Pelitanteil gekennzeichnet | unbekannt    |
| Strudellöcher im Mädelgraben                                                       |                | 655       | Pirna Im südlichen Stadtgebiet von Pirna | Dresdner Elbtalweitung, Elbezone Relief / Landschaft, Strudelloch Struppener Ebenheit (gut zu überblicken z. B. von der Bastei aus); Strudellöcher (bei Pirna-Cunnersdorf) als Auskolkungsformen eines alten Elbelaufes; durch spätere Verwitterung halbiert, dadurch heute im Längsschnitt zu beobachten | ND           |
| Aufschluss in Hinterjessen                                                         |                | 769       | Pirna Im Süden von Hinterjessen, 1,5 km westlich Zatzschke | Dresdner Elbtalweitung, Elbezone Aufschluss | ND           |
| Postaer Sandsteinbruch (Mockethaler Grund)                                         |                | 1105      | Pirna An der westlichen Talschulter des Mockethaler Grundes, nahe der Mündung ins Elbtal | Sächsische Schweiz, Elbezone Aufschluss, Steinbruch Sandstein ist mittel- bis grobkörnig mit relativ großen Poren; die Mächtigkeit der Bänke liegt zwischen 1 und 2,5 m. | unbekannt    |
| Mittelturoner Sandstein mit Rippelmarken                                           |                | 582       | Pirna, Zehista 500 m südlich Zehista, 400 m nördlich Dohmaer Feld | Mulde-Lößhügelland, Elbezone Aufschluss, Sandsteinfelsen | unbekannt    |
| Einsiedlerstein von Oelsa-Karsdorf                                                 | weitere Bilder | 561       | Rabenau, Karsdorf 900 m südwestlich Karsdorf zwischen Malterweg und Dippoldiswalder Straße | Osterzgebirge, Elbezone Aufschluss, Sandsteinfelsen | ND           |
| Wachtelberg                                                                        |                | 547       | Rabenau, Obernaundorf 500 m nördlich Obernaundorf | Mulde-Lößhügelland, Erzgebirge Aufschluss | ND           |
| Sandstein vom Götzenbusch (Götzenbüschchen)                                        | weitere Bilder | 558       | Rabenau, Oelsa b. Freital 1,4 km östlich Spechtritz, 1,2 km nordöstlich Seifersdorf | Osterzgebirge, Elbezone Aufschluss Einmaliger Aufschluss: Freiberger Gneis (Grundgebirge), darüber präcenomane Verwitterungszone von gebleichtem Gneis (Kaolin), dann folgen obercenomane Kreide-Sandsteine der Oberhäslicher Schichten (mit Muscheln); Sandstein als Bausand abgebaut | ND           |
| Grundkonglomerat von Oelsa-Karsdorf                                                |                | 560       | Rabenau | Elbezone Aufschluss, Konglomeratfelsen | ND           |
| Große Höhle am Großen Zschirnstein                                                 | weitere Bilder | 661       | Reinhardtsdorf-Schöna, Kleingieshübel Nordwestlich vom Zschirnstein, 4,5 km südlich Reinhardtsdorf-Schöna | Sächsische Schweiz, Elbezone Höhle, Schichtfugenhöhle | unbekannt    |
| Steinbruch Reinhardtsdorf                                                          |                | 1075      | Reinhardtsdorf-Schöna 1 km nordwestlich Reinhardtsdorf, am Nordhang des Tales zwischen Reinhardtsdorf und Krippen | Sächsische Schweiz, Elbezone Aufschluss, Steinbruch Das von Reinhardtsdorf nach Krippen hinunterziehende Tal schneidet sich im unteren Teil in den Labiatusquader und im Hangenden in den Oberquader ein; erst im Jahr 1923 begann hier die Gemeinde Reinhardtsdorf Sandstein zu brechen | unbekannt    |
| Steinbruch Butter                                                                  |                | 1066      | Reinhardtsdorf-Schöna, Schöna b. Pirna 1,1 km südlich Elbhäuser, Bahnhof Schöna; 1,6 km südöstlich Schöna; zwischen dem Bahnhof Schöna und der Hirschmühle | Sächsische Schweiz, Elbezone Aufschluss, Steinbruch Drei, heute auflässige, Steinbrüche; in den sehr hohen Wänden steht der Labiatusquader an |              |
| Teichsteinbrüche (Steinbruch Schöna)                                               | weitere Bilder | 574       | Reinhardtsdorf-Schöna, Schöna b. Pirna 1,3–1,5 km südwestlich Elbhäuser, Bahnhof Schöna, 200 m westlich der Elbe | Sächsische Schweiz, Elbezone Aufschluss, Steinbruch Zwischen der Einmündung des Gelobtbaches und dem Bahnhof Schöna trägt die Fließstrecke der Elbe die Bezeichnung "Auf den Teichen"; nach ihr erhielten auch die Steinbrüche den Namen "Teichsteinbrüche"; die Bruchwände, die hier das linke Elbtal begleiten, bilden ein geschlossenes Steinbruchgebiet; sie schließen den Labiatussandstein auf | ND           |
| Eishöhle im Oberen Bielatal                                                        |                | 665       | Rosenthal-Bielatal 1 km südwestlich Rosenthal (vom südlichen Ortsausgang) | Sächsische Schweiz, Elbezone Höhle, Eishöhle | FND          |
| Steinbruch Kaiser (Steinbruch Bielatal)                                            |                | 1104      | Rosenthal-Bielatal Am Westhang zwischen Hammergut Neidberg und Brausenstein | Sächsische Schweiz, Elbezone Aufschluss, Steinbruch Das Gestein ist ein feinsandiger Mittelsandstein von hellgelb-grauer bis weißer Farbe | unbekannt    |
| Ehemaliger Steinbruch im Weißbachtal (Kalkabbau im Heidelbachtal)                  |                | 557       | Sebnitz, Hinterhermsdorf Im Heidelbachtal; 1,6 km östlich Hinterhermsdorf | Sächsische Schweiz, Elbezone Aufschluss, aufgelassener Steinbruch | ND           |
| Sandsteine der Kirnitzschklamm                                                     |                | 580       | Sebnitz, Hinterhermsdorf 2,1 km südöstlich Ortsteil Neudorf, 600 m östlich des Hohweges am Kirnitzschufer | Sächsische Schweiz, Elbezone Relief / Landschaft, Klamm | NaP          |
| Basaltbrockentuff von Hohwiese                                                     |                | 591       | Sebnitz, Hinterhermsdorf 2,5 km südöstlich Hinterhermsdorf | Sächsische Schweiz, Elbezone Aufschluss, Lesesteine Größtes basaltisches Vorkommen (ca. 14 ha); Durchschlagsröhre im Sandstein mit Tephritbrockentuff; vorwiegend Auftreten von Augit, Olivin, Nephelin, Magnetit; an der Oberfläche eluviale Seifenbildung des Seufzergründels mit wertvollen Schwerminerialien (Korunde u. a. ) | NaP          |
| Hackkuppe                                                                          |                | 585       | Sebnitz, Hinterhermsdorf Bei Hinterhermsdorf. 300 m südlich Hinterhermsdorf | Sächsische Schweiz, Elbezone Aufschluss, Sandsteinfelsen | NaP          |
| Kamerun                                                                            |                | 1111      | Stadt Wehlen Auf der Südseite des Tales Alte Poste - Herrenleite, nahe dem Ausgang bei Dorf Wehlen; 2 km südlich Lohmen | Sächsische Schweiz, Elbezone Aufschluss, Steinbruch Bei dem Dorf Wehlen befinden sich 30 bis 50 m mächtige Ablagerungen des Überquaders; sie besitzen im Gebiet geringste Verbreitung und sind vom Oberquader durch die etwa 5 m mächtigen Mergel getrennt | unbekannt    |
| Ehemaliger Steinbruch Hanke-Zeichen                                                |                | 578       | Stadt Wehlen, Zeichen Unmittelbar südlich Dorf Wehlen | Sächsische Schweiz, Elbezone Aufschluss, aufgelassener Steinbruch Schrammstein-Schichten, Zeichener Tonbank und Sandstein der Stufen c2 und c3 |              |
| Steinbruch Hanke                                                                   |                | 1079      | Stadt Wehlen, Zeichen Bei Zeichen (Stadtgebiet 1 km südlich Dorf Wehlen) an der rechten Talschulter, oberhalb des Elbbogens | Sächsische Schweiz, Elbezone Aufschluss, Steinbruch Die Aufschlüsse an dem rechten Elbufer sind aus dem Überquader der Turonstufe gebildet; sie erreichen hier eine Mächtigkeit von 30 - 50 m | NSG          |
| Scheibenmühle im Polenztal                                                         |                | 1037      | Stolpen, Heeselicht Südöstlich Scheibenmühle, 600 m südöstlich Heeselicht | Westlausitzer Hügel- und Bergland, Lausitz-Riesengebirgsscholle Geohistorisches Objekt, Stollengang Tektonische Zerrüttungszone, Klüfte mit Lettenbeschlägen; Abbaubemühungen auf Kupferkies (im Zusammenhang mit dem Stolpener Stockgranit); Stollenmundloch (Hussitenstollen, 125 m lang, seit 1955 technisches Naturdenkmal) an der Polenz | unbekannt    |
| Basalt der Burg Stolpen                                                            | weitere Bilder | 765       | Stolpen Im Stadtgebiet Stolpen | Westlausitzer Hügel- und Bergland, Lausitz-Riesengebirgsscholle Aufschluss Vor 25 Millionen Jahren brach an dieser Stelle ein Vulkan aus; der Stolpen stellt den Rest des Vulkanbaus aus der erstarrten Lava dar; 1546 benutzte Agricola für die Beschreibung des Gesteins des Stolpener Burgberges zum ersten Mal den Begriff "Basalt" | ND           |
| Götzingerhöhle am Kleinen Bärenstein                                               | weitere Bilder | 662       | Struppen, Naundorf b. Pirna Südöstlich von Naundorf bei Pirna an der Verbindungsstraße Struppen-Weißig; nahe Diebshöhle | Sächsische Schweiz, Elbezone Höhle, Einsturzhöhle Die Götzinger Höhle ist eine Einsturzhöhle im Elbsandsteingebirge (am Kleinen Bärenstein); hier sind riesengroße Kreidesandstein-Felsblöcke aneinandergelehnt; in der Nähe befindet sich die Diebshöhle | NSG          |
| Pudelstein                                                                         |                | 603       | Struppen, Naundorf b. Pirna In Elbnähe | Dresdner Elbtalweitung, Elbezone Relief / Landschaft Ca. 300 m lange Zone von verwitterten Brauneisenkonkretionen im Kreide-Sandstein (in der Nähe von Klüften); vermutlich durch Oxidation von Pyritkonkretionen zu Brauneisen; zentimetergroße kuglige Ausstülpungen, deren Außenhaut vererzt ist | unbekannt    |
| Steinbruch Künzelmann                                                              |                | 1078      | Struppen An der Landstraße Struppen-Obervogelgesang; etwa 1 km von der Elbe | Sächsische Schweiz, Elbezone Aufschluss, Steinbruch Im Bruch steht ein poröser, meist feinkörniger Sandstein von gelber, grauweiß geflammter, vielfach auch intensiv rostgelber Farbe an | unbekannt    |
| Sandstein am Flügel Jägerhorn (Grauweidenbruch, Steinbruch Schmidt)                |                | 559       | Tharandt, Grillenburg Westlich des Ortsausganges von Grillenburg | Osterzgebirge, Erzgebirge Aufschluss, aufgelassener Steinbruch Großer aufgelassener Steinbruch; Abbau der untersten 4 m mächtigen Sandsteine; feinstkörnige, helle Dünensandsteine der Niederscönaer Schichten, zu Werksteinen verarbeitet | FND          |
| Kroatenstein                                                                       |                | 998       | Tharandt, Grillenburg Im Wald ostsüdöstlich Grillenburg (?); 900 m nordöstlich Grillenburg; 400 m südwestlich vom Koordinatenpunkt (?) | Osterzgebirge, Erzgebirge Aufschluss, Felsen Quarzarmer Porphyr mit Flämmchentextur | unbekannt    |
| Diebeskammer (Mittelpunkt Sachsens, Diebskammer)                                   | weitere Bilder | 1000      | Tharandt, Grillenburg Am Colmnitzbach zwischen Naundorf und Colmnitz | Osterzgebirge, Erzgebirge Aufschluss, Felsen Quarz-(Einsprenglings-)"armer" Porphyr, ein Rhyolith-Ignimbrit mit Flämmchentexturen, in bankiger Absonderung (Bänke etwa 1 m) | LSG          |
| Rhyolith vom Porphyrfächer Mohorn-Grund                                            |                | 779       | Tharandt, Grund b. Mohorn An der flachen Westabdachung des Landberges im Tharandter Wald, in der Nähe Sportplatz und ein kleines Bächlein "Schmieders Graben" | Mittelsächsisches Lößgebiet, Erzgebirge Aufschluss Kleiner auflässiger Steinbruch; quarzarmer Porphyr (rotbraun bis grauviolett) mit zahlreichen porösen, rötlich geflammten Einschlüssen, säulenartige Absonderung; Pseudofließgefüge; Effusion des Magmas aus der Grunder Spalte | ND           |
| Rhyolith vom Lips-Tullian-Felsen                                                   |                | 999       | Tharandt, Naundorf b. Freiberg Über dem Tal des Colmnitzbaches, 2,4 km südöstlich Naundorf | Osterzgebirge, Erzgebirge Aufschluss, Felsen | unbekannt    |
| Colmnitzbach                                                                       |                | 965       | Tharandt, Naundorf b. Freiberg Am Colmnitzbach zwischen Naundorf und Colmnitz unterhalb des Tullianfelsens | Osterzgebirge, Erzgebirge Relief / Landschaft, mäandrierender Bachlauf Mäandrierender Bachlauf mit aktiven Prall- und Gleithängen, Totarmen und Durchstichrinnen; verlagert sich gelegentlich nach Hochwässern; Sediment ist schwach geröllführender lithischer Sand mit >70% Gesteinsbruchstücken in der Sandfraktion | unbekannt    |
| Kugelpechstein von Spechtshausen                                                   |                | 539       | Tharandt, Spechtshausen Im Tharandter Wald, ca. 0,4 km südlich von Spechtshausen | Osterzgebirge, Erzgebirge Aufschluss Glasige Fazies des quarzarmen Rhyoliths (Eruptivgestein); schwarze Farbe; enthält neben großen Feldspäten zahlreiche rotbraune Kugeln eines zum Teil schalig aufgebauten felsitischen Differeniationsproduktes; Kugelgröße durchschnittlich 5 mm | ND           |
| Gneisklippen östlich Bahnhof Tharandt                                              |                | 531       | Tharandt Klippen im Wald an der Straße Tharandt-Freital, 200 m östlich des Bahnhofes Tharandt | Osterzgebirge, Erzgebirge Aufschluss | unbekannt    |
| Warnsdorfer Quelle                                                                 | weitere Bilder |           | Tharandt An der Kreuzung von Dorfhainer Weg und C-Flügel im Tharandter Wald | Quelle Die Quelle gibt als stärkste Trinkwasserquelle im Tharandter Wald in der Sekunde bis zu vier Liter Wasser ab; über eine Leitung, die im freien Gefälle verlegt wurde, gelangte das Wasser nach Hintergersdorf (jetzt Kurort Hartha) und nach Tharandt, wo ein großer Teil der Bewohner dieses Quellwasser bis 1991 nutzte; heute liefert sie das Brauchwasser für den ForstPark Tharandt und speist über den Quellteich und einen Biotopteich den Warnsdorfer Bach im Einzugsgebiet der Triebisch; geologisch befindet sich die Schichtquelle am Übergang vom liegenden präcenoman rotverwitterten Porphyr zum hangenden Sandstein, dichtend als Basis wirkt dabei der kaolinisierte Porphyr | unbekannt    |
| Basalt vom Ascherhübel                                                             | weitere Bilder | 589       | Tharandt 900 m östlich Hartha | Osterzgebirge, Erzgebirge Aufschluss | ND           |
| Tharandter Spalte                                                                  |                | 994       | Tharandt An Felssporn am nordwestlich Ortsausgang von Tharandt in Richtung Hartha (in der Straßenkehre); 800 m nordöstlich Hartha | Osterzgebirge, Erzgebirge Aufschluss, Hanganschnitt Xenolithreicher Rhyolithgang, brekzienartig, östliche Randspalte der Tharandter Caldera | unbekannt    |
| Sandgrube mit Bodenbildung am Borschelsberg                                        |                | 629       | Tharandt Am Südosthang des Borschelsberges | Erzgebirge Aufschluss, Sandgrube Die Sandgruben liegen im Bereich der kreidezeitlichen Grundschotter (Kiese und konglomeratische Sandsteine) | unbekannt    |
| Bodengruben auf dem Plateau des S-Berges                                           |                | 766       | Tharandt 1,5 km südlich Kurort Hartha im Tharandter Wald | Osterzgebirge, Erzgebirge Relief / Landschaft, Mikroreliefbildung |              |
| Sandsteinbruch am Porphyrweg (Sandstein am Ascherhübel)                            |                | 995       | Tharandt Am Porphyrweg am Westhang des Ascherhübels, 1 km südlich Pohrsdorf | Osterzgebirge, Erzgebirge Aufschluss, aufgelassener Steinbruch Quarzsandsteine der Oberhäslicher Schichten mit Milchquarz-Konglomerat-Lagen ("Taubeneier", sehr gut gerundet) | unbekannt    |
| Gneis vom Burgfelsen Tharandt (Tharandter Kirchfelsen)                             | weitere Bilder | 969       | Tharandt Unter der Kirche am Fußweg, der von der Bushaltestelle hinaufführt | Osterzgebirge, Erzgebirge Aufschluss, Felsen | unbekannt    |
| Klippen im Tal der Wilden Weißeritz                                                |                | 1004      | Tharandt 500 m südlich Tharandt im Bereich "Heilige Hallen" | Osterzgebirge, Erzgebirge Aufschluss | unbekannt    |
| Ehemaliger Sandsteinbrüche Hartha                                                  |                | 1003      | Tharandt Am westlichen Ortsrand vom Kurort Hartha | Osterzgebirge, Erzgebirge Aufschluss, aufgelassener Steinbruch | unbekannt    |
| Ehemaliger Steinbruch am Lauxhügel                                                 |                | 996       | Tharandt Am Forstweg am Hang des Lauxhügels | Osterzgebirge, Erzgebirge Aufschluss, Steinbruch Grillenburger "Quarzporphyr" mit oft idiomorphen Quarzeinsprenglingen | unbekannt    |
| Diabasgänge im Eberbachtal (Talmühle bei Hartha, Talmühlengrund, Ebergrund)        |                | 993       | Tharandt Am Fußweg (Cottaweg) im Eberbachtal von Tharandt nach Hartha (südlich des Eberbaches und der Fahrstraße) | Osterzgebirge, Elbezone Aufschluss, Felsrücken und Weganschnitte Anchimetamorphe Metabasalte (mit uralitisierten Pyroxen-Einsprenglingen) und Diabas mit sperrigem Plagioklas-Leisten-Gefüge als Gänge in Phyllit; am Ortsausgang Tharandt kleiner Aufschluss in basischen Tuffen | unbekannt    |
| Rhyolith vom Weißen Bruch                                                          |                | 471       | Wilsdruff, Blankenstein Am ostseitigen Triebischtalhang, 400 m östlich Tanneberg | Mulde-Lößhügelland, Elbezone Aufschluss, aufgelassener Steinbruch Phyllite von porphyrischen Gesteinen gangartig durchsetzt; Aufdringen im jüngsten Oberkarbon bzw. Perm | FND          |
| Schloßberg Blankenstein                                                            |                | 760       | Wilsdruff, Blankenstein 0,5 km westlich Blankenstein | Mulde-Lößhügelland, Elbezone Aufschluss, Pinge über dem Abbaustollen | FND          |
| Phyllit und Chloritgneis vom Grauen Bruch                                          |                | 474       | Wilsdruff, Blankenstein Im Triebischtal, 1 km südöstlich Tanneberg | Mulde-Lößhügelland, Elbezone Aufschluss, aufgelassener Steibruch Linsenförmige Chloritgneiskörper zwischen Phyllitpaketen | FND          |
| Ehemaliger Steinbruch Obermühle (Krillemühle)                                      |                | 473       | Wilsdruff, Blankenstein 500 m südlich Blankenhain, 1,4 km nördlich Steinbach | Mulde-Lößhügelland, Elbezone Aufschluss, aufgelassener Steinbruch Serizitgneis der Mühlbach/Häslich-Nossener-Gruppe |              |
| Alter Kalkofen Blankenstein                                                        |                | 959       | Wilsdruff, Blankenstein Am südwestlichen Ortsrand neben dem Weg zur Niedermühle; 500 m neben den ehemaligen Kalksteinbrüchen | Mulde-Lößhügelland, Elbezone Geohistorisches Objekt, Kalkofen Gut erhaltener, gemauerter Kalkofen | LSG          |
| Chloritgneis an der Niedermühle Blankenstein                                       |                | 991       | Wilsdruff, Blankenstein 400 (200?) m südöstlich der Niedermühle am rechten Triebischtalhang | Mulde-Lößhügelland, Elbezone Aufschluss, auflässiger Steinbruch Am unteren Zugang zur Pinge anstehende Phyllite, Pinge selbst zeigt etwa Mächtigkeit des abgebauten Marmorlagers, an der nördlichen Oberkante anstehender Fels aus Chloritgneis | LSG          |
| Ehemaliger Kalkbruch im Diabas                                                     |                | 1030      | Wilsdruff, Helbigsdorf b. Freital An der Leuchtholdmühle 400 m südwestlich Helbigsdorf | Mulde-Lößhügelland, Elbezone Aufschluss, auflässiger Steinbruch Hangende devonische Diabastuffe mit zwischengeschalteter Diabaslava | unbekannt    |
| Diabas-Phyllit bei Mohorn (Bahneinschnitt bei Herzogswalde)                        |                | 992       | Wilsdruff, Herzogswalde Im Bahneinschnitt (jetzt Fahrradweg) westlich von Herzogswalde, in der Trassenkurve bei der Einmündung der Triebischtalstraße in die Dresdner Straße | Mulde-Lößhügelland, Elbezone Aufschluss, Bahneinschnitt | LSG          |
| Kieselschiefer an der Semmelmühle                                                  |                | 1031      | Wilsdruff, Herzogswalde Südwestlich Semmelmühle | Mulde-Lößhügelland, Elbezone Aufschluss Kieselpelite mit konkordant eingelagerten Hornsteinen | unbekannt    |
| Porphyritsteinbruch                                                                |                | 1034      | Wilsdruff, Kesselsdorf An der Straße von Wurgwitz nach Keselsdorf, ca. 300 m vom südlichen Ortseingang | Mulde-Lößhügelland, Elbezone Aufschluss, Steinbruch | unbekannt    |